# Große Darstellung der Lehren
| Tibetische Bezeichnung                    |
| ----------------------------------------- |
| Wylie-Transliteration: grub mtha' chen mo |
| Chinesische Bezeichnung                   |
| Traditionell: 教派廣論                    |
| Vereinfacht: 教派广论                     |
| Pinyin:Jiaopai guanglun                   |

Große Darstellung der Lehren (tib. (kurz) Grub-mtha' chen-mo) bzw. Große Darstellung der philosophischen Lehren ist ein berühmter Text aus dem tibetischen Buddhismus zu buddhistischen und nicht-buddhistischen philosophischen Lehren. Er wurde von Jamyang Shepa Ngawang Tsöndrü ('jam dbyangs bzhad pa ngag dbang brtson 'grus; 1648–1721) verfasst und stellt eine Destillation vieler Jahrhunderte indischer und tibetischer Gelehrsamkeit dar.

## Kurzeinführung
Das Buch des 1. Jamyang Shepa ist eine vergleichende Studie der philosophischen Positionen (siddhanta) der Vaibhasika-, Sautrantika-, Yogacarya- und Madhyamika-Schulen des Buddhismus mit dem Hinduismus.
Es konzentriert sich auf die Einsichten und Theorien jeder Schule über die Grundlage, den Pfad und die Verwirklichung. Die Geschichte und die Überlieferungslinien der verschiedenen Schulen des indischen und tibetischen Buddhismus werden beschrieben. Besonders detailliert wird auf die Entstehung, Entwicklung, Lehren usw. der Gelugpa eingegangen, es bietet wichtiges Referenzmaterial für das Studium der Gelug-Schule.
Zu den drei Arten von irrigen Ansichten wird das grub mtha' chen mo von Tom Tillemans mit den Worten zitiert:

„(1) the theory of the Chinese monk Hva-shang and certain bKa’-brgyud-pa (Gagyuba) philosophers that nothing exists (ci yang med); (2) the voidness-of-what-is-other (gzhan stong) theory of the Jo-nang-pa (Jonangba); (3) the view that the Mādhyamika does not accept means of valid cognition (pramāṇas), does not accept anything himself on either of the two levels of truth and does not have a system of his own (rang lugs).“

Deutsche Übersetzung (in angepasster Form):

„(1) die Theorie des chinesischen Mönchs Hva-shang und einiger Philosophen der Kagyü-Schule, dass gar nichts existiert (ci yang med); (2) die Leerheit von anderem (gzhan stong) -Theorie der Jonang-Schule; (3) die Ansicht, dass der Mādhyamika keine Mittel der gültigen Erkenntnis (pramāṇas) akzeptiert, selbst nichts auf einer der beiden Ebenen der Wahrheit akzeptiert und kein eigenes System (rang lugs) hat.“

Jeffrey Hopkins hat das Werk unter dem Titel Maps of the Profound (2003) ins Englische übersetzt und präsentiert damit eine umfassende und detaillierte Erforschung der tibetischen Lehrsysteme.
Lobsang Könchog (blo bzang dkon mchog) kurzer Kommentar mit dem Titel Klarer Kristallspiegel zu Jamyang Shaybas Grundlagentext wurde von Daniel Cozort und Craig Preston ins Englische übersetzt (2003).